# Johan Rehn
Johan Rehn (i riksdagen kallad Rehn i Hissjö), född 4 augusti 1865 i Degerfors socken, Västerbotten, död 4 mars 1929 i Umeå landsförsamling, var en svensk lantbrukare och politiker (liberal). 
Johan Rehn, som kom från en bondesläkt, var lantbrukare i Hissjö i Umeå landskommun, där han också var kommunalfullmäktiges ordförande 1919–1929. Han var även vice ordförande i Västerbottens läns landsting 1916–1919 och ordförande i landstingets förvaltningsutskott 1926–1928.
Han var riksdagsledamot i andra kammaren 1909–1924, åren 1909–1911 för Umeå tingslags valkrets, 1912–1921 för Västerbottens läns södra valkrets och 1922–1924 för Västerbottens läns valkrets. I riksdagen betecknade han sig som vänstervilde 1909 men anslöt sig 1910 till Frisinnade landsföreningens riksdagsgrupp Liberala samlingspartiet, där han kvarstod till den liberala partisplittringen hösten 1923. Under 1924 års riksmöte tillhörde han inget av de två nybildade liberala partierna, utan betecknade sig i stället som frisinnad vilde.
Rehn var bland annat ledamot i första lagutskottet vid de lagtima riksmötena 1919–1921. Han engagerade sig främst i kommunikationspolitik.
Johan Rehn är begraven på Backens kyrkogård i Umeå.